# 伊萬·雷根
伊萬·雷根 (亦作Johann Regen，1868年12月9日—1947年7月27日），斯洛文尼亚生物学家, 以其对生物声学领域的研究而知名.

## 生平
雷根生于Lajše的一个村庄 (现在位于斯洛文尼亚)，幼年即对昆虫的声音产生兴趣。他的家庭无法负担他的教育花费，所以他首先在当地的神学院学习并获得了学位，并逐步积攒了去维也纳学习的足够费用。在维也纳大学他在Grobben, Exner and Claus的指导下学习了自然史。 在1897年，他获得了博士学位，并开始担任文理中学教授, 开始在维也纳，之后前往Hranice (摩拉维亚)。 最后在Exner的建议之下，他搬回维也纳，在一个gymnasium里工作，直到1918年退休。
在此时雷根开始研究动物生理学, 成为在一战之后最先在国外工作的斯洛文尼亚科学家之一。  因为他的贡献，他被认为是现代生物声学的创始人。他也研究了昆虫的一些生理现象，如呼吸, 冬眠, 不同条件下[生物色素]]的变化，以及蜕皮.
从1911年起，他成为个人研究员，但是保持了与斯洛文尼亚的联系，支持一些当地社团和文化习俗cultural institutions，并且在他研究的领域成立了斯洛文尼亚语的专业机构。在1921年，他谢绝了卢布尔雅那大学的教授邀请。1940年，他成为斯洛文尼科学及艺术研究院的准会员并且也是斯洛文尼亚社会自然历史的荣誉会员。